# Partidos políticos del Imperio del Japón
Los partidos políticos del Imperio de Japón (日本の戦前の政党 Nihon no Sensen no Seitō?, «partidos políticos de Japón de la preguerra») aparecieron en dicho país después de la restauración Meiji, y gradualmente aumentaron en importancia después de la promulgación de la Constitución Meiji y la creación de la Dieta de Japón. Durante el período Taishō, la democracia parlamentaria basada en la política de partidos tuvo éxito temporalmente en Japón, pero en la década de 1930 los militares eclipsaron a los partidos políticos y se disolvieron en la década de 1940 durante la Segunda Guerra Mundial.

## Primeros movimientos
Poco después de la restauración Meiji, surgieron varias asociaciones políticas. Estos incluyeron grupos de samurái desempleados descontentos que buscaban derrocar al gobierno y regresar a los días del feudalismo, o invadir Corea (ver Seikanron), por lo que sus habilidades como guerreros volverían a ser demandadas. Estos también incluían intelectuales urbanos y terratenientes rurales que formaban parte del Movimiento por la Libertad y los Derechos del Pueblo que buscaba una asamblea nacional y una constitución nacional escrita.
Ambos grupos fueron vistos con igual sospecha y desdén por la oligarquía Meiji, que reaccionó imponiendo varias leyes represivas en la asamblea pública, la prensa y la discusión política. El gobierno Meiji había llegado al poder por una élite de samurái de ciertos clanes (hanbatsu) y el genrō se sintió amenazado por cualquier cosa que se pareciera remotamente al republicanismo o la democracia.
Durante este período, Itagaki Taisuke y Ōkuma Shigenobu fueron figuras destacadas en la legitimación de los partidos políticos. Itagaki creó el primer partido político de Japón, el Aikoku Kōtō, en 1873 en Tokio para solicitar una asamblea elegida, y un partido regional similar con sede en Osaka, el Aikokusha. Estos grupos fueron la base del Jiyutō (Partido Liberal), fundado en 1881 como el primer partido de base nacional de Japón. Ōkuma fundó el Rikken Kaishintō en 1882, principalmente de las élites urbanas. En reacción, los oligarcas se defendieron con la creación de su propio partido el mismo año, el Rikken Teiseitō.
Mientras tanto, el ex-samurái descontento expresó su insatisfacción ante el estado de cosas en una serie de revueltas, incluida la rebelión de Saga de 1872, y otras, que se acumularon en la rebelión de Satsuma. Después de aplastar estas revueltas por la fuerza militar, el gobierno también aprobó la Leyes de Preservación de la Paz de 1887. La Constitución Meiji se emitió dos años después en 1889.

## Dominación de los oligarcas
Artículo principal: Oligarquía Meiji
La creación de la Dieta de Japón en noviembre de 1890 estuvo marcada por una intensa rivalidad entre el genrō, que se reservaba el derecho de nombrar al Primer Ministro y los miembros de los gabinetes independientemente de lo que quisiera el gobierno electo, y los partidos políticos que eran impotentes porque de su incapacidad para unirse y así controlar la Cámara de Representantes. El Rikken Kaishintō gradualmente perdió apoyo y fue superado por el prooligarca hasta que se reformó como Shimpotō en 1896.
Ninguno de los partidos políticos, ya sea a favor o en contra de los oligarcas, tenía poder en la Cámara de los Pares, ni tenía un poder significativo en el campo, ya que los funcionarios locales clave fueron nombrados directamente por la burocracia en Tokio.

## Emergencia de partidos gobernantes
El Jiyutō y el Shimpotō se unieron en 1898 contra los nuevos planes de impuestos propuestos por el Primer Ministro Itō Hirobumi, y formaron el Kenseitō, que surgió con una mayoría de escaños en Dieta en las elecciones posteriores. Itō renunció y fue reemplazado por Ōkuma Shigenobu, por primera vez que un partido político asumió el poder. Aunque el gobierno de Ōkuma se derrumbó en unos meses, se estableció un precedente.
El Kenseitō se convirtió en el Kenseitō Hontō, seguido por el Rikken Kokumintō en 1910. Itō Hirobumi se unió a la refriega, organizando el Rikken Seiyukai en 1900 para combinar elementos del antiguo Jiyutō con elementos de los oligarcas y burócratas. Los elementos más conservadores se reunieron alrededor de Katsura Taro y su Rikken Doshikai, que se reconstituyó como Kenseikai en 1916. A partir de 1922, la política fue una rivalidad entre Seiyukai y Kenseikai, en lugar de partidos políticos y oligarcas.
Durante este período, apareció una serie desconcertante de partidos que defienden el socialismo, el marxismo o el agrarismo. Todo provocó la hostilidad de los principales partidos políticos, oligarcas y militares por igual, y muchos fueron prohibidos o pasaron a la clandestinidad poco después de la formación. Tras la exitosa revolución bolchevique en Rusia y la aparición de sindicatos en Japón, surgieron el Nihon Shakai Shugi Domei (1920), el Partido Comunista de Japón (1922) y otros partidos de izquierda.

## Ascenso de los militares
La principal amenaza para la democracia representativa en Japón resultó ser el ejército japonés, en lugar de los partidos de izquierda. Según la Constitución Meiji, el ministro del Ejército (que se desempeñó como Ministro de Guerra) y el ministro de la Marina fueron nombrados por sus respectivos servicios, y no por el Primer Ministro. Los militares también respondían directamente solo ante el Emperador, y no ante el gobierno elegido. En 1912, una ley que restringía la elegibilidad del Ministro del Ejército o la Armada a generales o almirantes en servicio activo tuvo el efecto imprevisto de otorgar al ejército una carta de triunfo sobre el gobierno cuando el Primer Ministro Uehara Yusaku renunció por el incumplimiento de la Dieta para aprobar su presupuesto. solicitando fondos para dos divisiones adicionales del ejército. La negativa del ejército a nombrar un sucesor derribó al gobierno.

## Democracia Taishō
Los militares no utilizaron inmediatamente su prerrogativa para controlar la formación del Gabinete, por lo que en el período Taishō, varias administraciones desde 1918-1922 y 1924-1932 operaron en gran medida libres de intervención militar. En 1927, el Kenseikai se reorganizó como el Rikken Minseitō, que de 1927 a 1932 alteró el poder con el Seiyukai. Los primeros ministros continuaron siendo elegidos por el genrō Saionji Kinmochi (protegido de Itō Hirobumi), pero sus elecciones durante su período reflejaron la fuerza de los partidos políticos en la Dieta. Estos incluyeron el liderazgo de Hara Takashi, Takahashi Korekiyo, Kiyoura Keigo, Katō Takaaki, Wakatsuki Reijirō, Tanaka Giichi, Hamaguchi Osachi e Inukai Tsuyoshi.

## Dominio militar Shōwa
El número de votantes aumentó cuatro veces después de la aprobación del sufragio universal masculino en 1925, y con el aumento de los gastos necesarios para la elección, la influencia de los zaibatsu en los partidos políticos también aumentó. Al comienzo de la era Shōwa, esta colusión entre políticos y funcionarios del gobierno, condujo a un aumento de los escándalos de corrupción de alto perfil y a la insatisfacción creciente con el gobierno elegido por el público en general y por los militares en particular. Algunos militares utilizaron esta insatisfacción para denunciar el Tratado Naval de Londres y promover una restauración Shōwa.
El asesinato del primer ministro Inukai Tsuyoshi en el incidente del 15 de mayo (1932) a manos de jóvenes radicales de la Armada que proclamaban la necesidad de una reforma política, comenzó el rápido declive del poder y la influencia de los partidos político en Japón. Después del asesinato de Inukai, cada primer ministro posterior era militar o era alguien con credenciales militaristas y/o ultranacionalistas. A medida que la influencia militar en la sociedad aumentó hacia fines de la década de 1930, el Cuartel General Imperial lanzó una invasión a gran escala de China. Luego aumentó la presión del liderazgo militar para que los partidos políticos restantes se fusionen en una sola organización, dando así al gobierno una sola voz, conocida como Hakkō ichiu ("corona de ocho cuerdas, un techo"). Este cambio a un estado de un solo partido se realizó en 1940 bajo el Primer Ministro Fumimaro Konoe, cuando todos los partidos políticos restantes se unieron a la Asociación de Apoyo al Régimen Imperial.

## Cronología
- 1874: fundación del Aikoku Kōtō (Partido Público de los Patriotas).
- 1881: el Aikoku Kōtō y el Aikokusha continúan como el Jiyutō (Partido Liberal de Japón).
- 1882: Ōkuma Shigenobu funda el Rikken Kaishintō (Partido Constitucional Progresista).
- 1882: varios conservadores fundan el Rikken Teiseitō.
- 1887: Leyes de Preservación de la Paz.
- 1889: Constitución Meiji.
- 1890: apertura de la Dieta de Japón.
- 1890: se establece el Rikken Jiyutō.
- 1891: el Rikken Jiyutō es renombrado como Jiyutō.
- 1896: el Rikken Kaishintō es continuado por el Shimpotō (Partido Progresista).
- 1898: el Rikken Jiyutō y el Shimpotō se fusionan para formar el Kenseitō (Partido Constitucional).
- 1900: el Kenseitō es tomado por la oligarquía y renombrado como Amigos del Gobierno Constitucional (Rikken Seiyukai).
- 1900: Ley de Orden Público y Policial de 1900.
- 1910: una facción del antiguo Kenseitō forma el Rikken Kokumintō (Partido Constitucional Nacionalista).
- 1912: comienzo del período Taishō.
- 1913: una facción del Rikken Kokumintō forma el Rikken Dōshikai (Asociación de Amigos Constitucionales).
- 1916: el Rikken Dōshikai se convierte en el Kenseikai (Partido Constitucional).
- 1920: fundación del Nihon Shakai Shugi Domei.
- 1922: fundación del Partido Comunista de Japón.
- 1925: Leyes de Preservación de la Paz de 1925
- 1926: fundación del Nihon Rōnōtō (Partido Laborista-Agrario de Japón), el Rōdō Nōmintō (Partido Laborista-Agrario), y el Shakai Minshutō (Partido Socialdemócrata)
- 1928: incidente del 15 de marzo.
- 1929: incidente del 16 de abril.
- 1922: el Rikken Kokumintō se une al Club Kakushin (Club Reformista), que luego se fusiona con el Rikken Seiyutō.
- 1925: aprobación de las leyes universales del sufragio masculino.
- 1926: comienzo del período Shōwa.
- 1927: el Rikken Minseitō se forma a partir del Kenseikai.
- 1930: asesinato del Primer Ministro Hamaguchi.
- 1931: incidente de marzo e incidente de octubre.
- 1932: incidente del 15 de mayo; asesinato del Primer Ministro Inukai.
- 1933: se forma el protofascista Kokumin Dōmei.
- 1936: incidente del 26 de febrero: el Primer Ministro Okada Keisuke escapa del asesinato.
- 1936: se forma el fascista Tōhōkai.
- 1937: incidente del Frente Popular.
- 1940: se forma la Asociación de Apoyo al Régimen Imperial.

## Listado alfabético de partidos políticos previos a la guerra
Esta es una lista parcial de partidos políticos en el Imperio de Japón anterior a la Segunda Guerra Mundial
- Aikoku Kōtō, 1874-1874 fundado por Itagaki Taisuke
- Aikokusha, 1875 y 1878-1891, fundado por Itagaki Taisuke.
- Jiyutō, organizado por Itagaki Taisuke y Goto Shojiro.
- Kenseikai, 1916-1925, fundado por Kato Takaaki.
- Kenseito, 1889-1910, fundado por Ōkuma Shigenobu e Itagaki Taisuke.
- Kokumin Dōmei, 1932-1940, fundado por Nakano Seigō.
- Partido Comunista de Japón (1922–1925; hasta 1935 en clandestinidad) por Yamakawa Hitoshi y Fukumoto Kazuo.
- Nihon Musantō, 1937-1937, fundado por Suzuki Musaburō.
- Nihon Ronōtō, 1926-1928.
- Rikken Dōshikai, 1913-1916, fundado por Katsura Tarō.
- Rikken Minseitō, 1927-1940, fundado por Hamaguchi Osachi.
- Rikken Kaishintō, 1882-1896, fundado por Ōkuma Shigenobu.
- Rikken Seiyukai, 1900-1940, fundado por Itō Hirobumi.
- Rikken Teisetō, 1882-1883, fundado por Fukuichi Gen'ichirō.
- Rōdō Nōmintō, 1926-1928.
- Shakai Minshutō, 1926-1932, fundado por Abe Isoo.
- Shakai Taishutō, 1932-1940, fundado por Abe Isoo.
- Shimpotō, 1886-1889, fundado por Ōkuma Shigenobu.
- Tōhōkai: 1936-1940, fundado por Nakano Seigō.

Tenga en cuenta que esta lista no incluye a las organizaciones ultranacionalistas, que (aunque tenían una agenda política) no participaron directamente en el proceso electoral al presentar sus propios candidatos para cargos públicos. Del mismo modo, esta lista no incluye las facciones políticas dentro del ejército japonés, que tampoco eran verdaderos partidos políticos.